# مهمة التصميم المرجعية المريخية

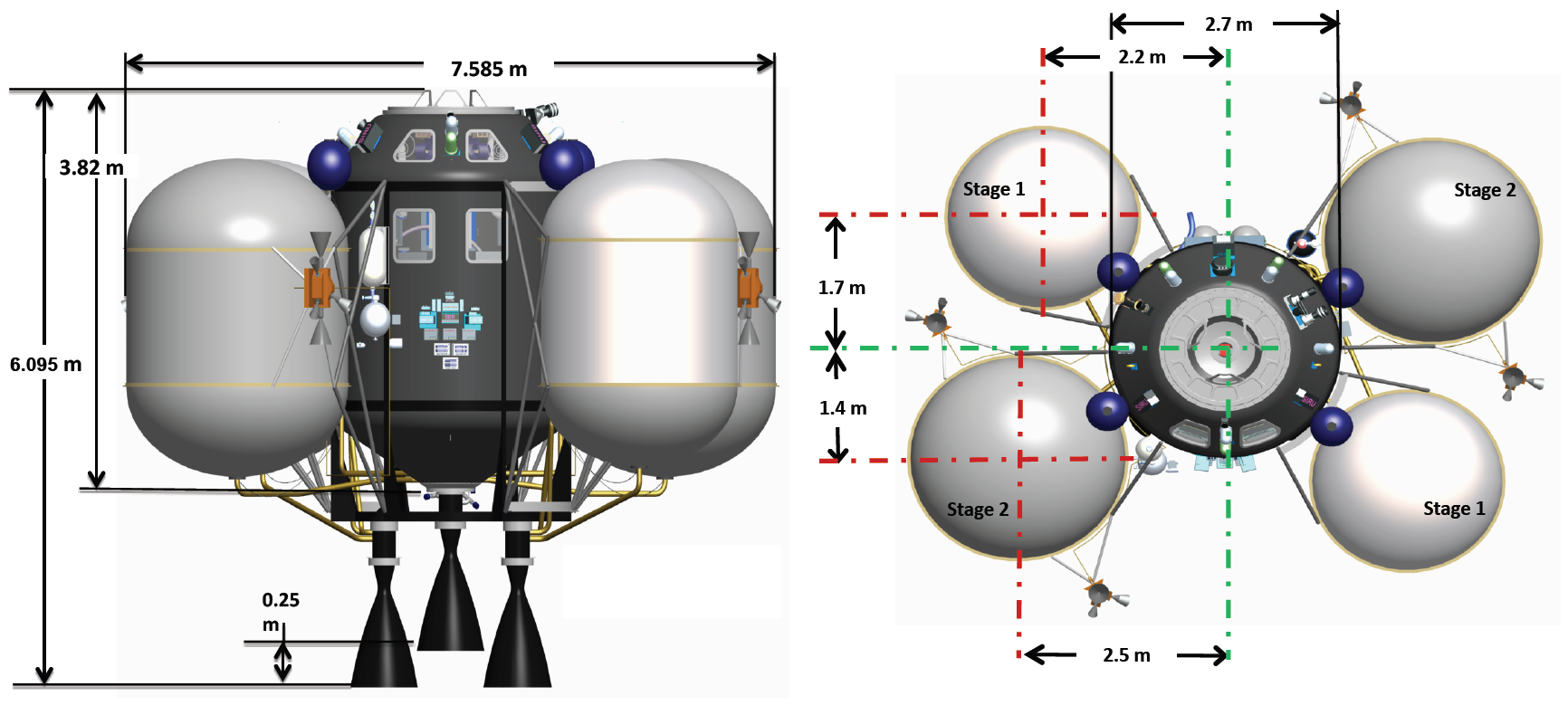
مهمة التصميم المرجعية المريخية

تشير مهمة التصميم المرجعية المريخية (دي آر إم) التابعة لوكالة ناسا إلى سلسلة من دراسات التصميم للمهمات المأهولة إلى المريخ. يشير مصطلح الهندسة التصميم المرجعية (دي آر إيه) إلى التسلسل الكامل للمهام والبنية التحتية الداعمة.
تلخص هذه الدراسات التكنولوجيا الحالية والأساليب الممكنة لإرسال مهمة بشرية إلى المريخ، وليست برنامج مهمات فعلي. وفقًا لناسا، «تمثل الوثائق لمحةً على العمل الجاري الداعم لخطط استكشاف البشر لسطح المريخ في المستقبل». تُستخدم مهمات التصميم المرجعية في دراسات المبادلة التكنولوجية، لتحليل الأساليب المختلفة للمهمات.

## مهمة التصميم المرجعية (1993)
كانت مهمة التصميم المرجعية المريخية الأولى دراسةً أجرتها ناسا في مايو 1993، ضمن مبادرة استكشاف الفضاء (إس إي آي). كانت تهدف لتطوير «مهمة مرجعية» بناءً على الدراسات والبيانات السابقة، إذ تعمل المهمة المرجعية كأساس لمقارنة الأساليب والمعايير المختلفة للدراسات المستقبلية.
استندت الدراسة على تصميم مهمة مارس دايركت Mars Direct لروبرت زوبرين. ولذلك أطلق عليها زوبرين اسم مارس سيمي دايركت Mars Semi-Direct، وساهمت أيضًا في العديد من التغييرات المهمة، مثل إضافة طاقم أكبر واستخدام مركبة صعود مريخية لتلتقي وتلتحم بمركبة العودة إلى الأرض الموجودة في مدار حول المريخ على غرار مهمات أبولو. حلّت مهمة التصميم المرجعية محل إس إي آي السابقة كخطة لمهمات المريخ البشرية.

### المنهج والنتائج
1. تقليل الوقت الذي يتعرض خلاله الطاقم لبيئة الفضاء القاسية من خلال استخدام إستراتيجية الانتقال السريع من وإلى المريخ وإلغاء المهمة عن طريق العودة إلى السطح.
2. استخدام الموارد المحلية لتقليل كتلة المهمة.
3. استخدم إستراتيجية تقسيم المهمة عن طريق إرسال الأجهزة مسبقًا إلى المريخ لتقليل الكتلة والمخاطر التي يتعرض لها الطاقم.
4. دراسة ثلاث مهمات بشرية إلى المريخ بدءًا من عام 2009.
5. استخدام نظام دفع فضائي متقدم (مثل الدفع الحراري النووي) للسفر عبر الفضاء.
6. إرسال الحمولات مباشرةً إلى المريخ باستخدام مركبة إطلاق كبيرة (بكتلة 200 طن أو أكثر إلى مدار أرضي منخفض).
7. استخدام مصادر نووية على سطح المريخ لتوفير الطاقة بشكل مستمر وقوي.[6]

استنتجت الدراسة أن الكتلة الإجمالية للمهمة ستكون 900 طن متري تقريبًا للطاقم الأول (3 مركبات شحن ومركبة مأهولة واحدة). أشارت الدراسة إلى أن تطوير مركبة الإطلاق الكبيرة سيكون مكلفًا وسيستغرق فترة طويلة، وبالتالي يجب دراسة الأساليب التي تستخدم مركبات إطلاق أصغر حجمًا.

## مهمة التصميم المرجعية 2.0
في عام 1997، شُكل فريق تابع لناسا لدراسة استكشاف المريخ والذي خرج بنسخة أكثر تفصيلًا من مهمة التصميم المرجعية الأصلية. تصف الخطة أولى المهمات البشرية إلى المريخ عن طريق استخدام مفهوم عمليات وتقنيات كخطوة أولى في هندسة المهمة. وفقا للتقرير:
قام موظفون يمثلون العديد من مراكز ناسا بصياغة «مهمة مرجعية» لاستكشاف البشر للمريخ. يلخص هذا التقرير عملهم ويصف خطة المهمات البشرية الأولى إلى المريخ، باستخدام الأساليب الممكنة تقنيًا، والتي تنطوي على مخاطر معقولة، وتكاليف منخفضة نسبيًا. تعتمد بنية مهمة المريخ المرجعية على العمل السابق لمجموعة سينثاسيس (1991) ومفاهيم زوبرين (1991) التي تتضمن استخدام وقود مُستخرج من الغلاف الجوي المريخي. أثناء تحديد المهمة المرجعية، اتُخذت الخيارات المطلوبة. في هذا التقرير، وُثق الأساس المنطقي لكل خيار؛ ومع ذلك، قد يغير التقدم التكنولوجي غير المتوقع أو القرارات السياسية الخيارات في المستقبل.